# Aldo Bedogni
Aldo Bedogni (Reggio Emilia, 2 maggio 1906 – ...) è stato un calciatore italiano, di ruolo centrocampista.

## Carriera
Debutta in massima serie con la Reggiana, disputando una gara nella stagione 1925-1926. Con gli emiliani, dopo un anno in serie cadetta in cui gioca 16 partite, torna in massima serie, diventata Divisione Nazionale, collezionando altre 6 presenze nel 1927-1928 e nel 1928-1929.
Nella stagione 1929-1930 debutta in Serie B, sempre con la Reggiana, scendendo in campo per 24 volte.
Torna a giocare in questa categoria nel 1933-1934 con la maglia del Foggia.
Dopo un breve ritorno alla Reggiana, milita nella Bagnolese fino al 1939.